# Vies de Job
Vies de Job est un livre de Pierre Assouline à mi-chemin entre biographie et roman, paru en janvier 2011 chez Gallimard. 

## Présentation
À l'instar de la Bible et du Livre de Job, auquel le titre de l'ouvrage fait référence, le livre est découpé en versets.
« Le Livre de Job ne se laisse pas constater facilement », déclare Pierre Assouline dans son prologue verset 20.
Le livre est ainsi une quête du « mieux constater »[réf. incomplète] cette figure de Job et l'histoire de ce texte.
Pour ce faire l'auteur part à la recherche de tout ce qui de près ou de loin traite du sujet. Il va notamment séjourner à l’École Biblique et Archéologique française de Jérusalem, tenue par les frères dominicains. Les rencontres d'érudits qu'Assouline relate tout au long de ce volume nous font sentir tout à la fois la complexité du texte, les mystères de sa création, de son interpénétration, les variantes parfois contradictoires de ses traductions.[Interprétation personnelle ?]
Parmi les rencontres ou évocations qui sont faites, citons celle de Zvi Kolitz (chapitre I versets 8-9) et son livre Yossel Rakover s'adresse à Dieu publié en 1946.